# 林隆行
林 隆行（はやし たかゆき、1988年 - ）は、日本の映画監督、CMディレクター、映像ディレクターである。

## 略歴
立命館宇治高等学校、立命館大学卒業。
第15回田辺・弁慶映画祭にて異例の「審査員特別賞」を受賞した後、副賞としてテアトル新宿にて2022年9月19日から3日間期間限定で、主演 吉村界人× 監督 林隆行 三部作『人間、この劇的なるもの』として劇場公開。連続満席の動員数の快挙を遂げた。
マンガ大賞2022 受賞作家うめざわしゅん原作『海の夜明けから真昼まで』(2023)で監督/脚本で初の長編映画監督デビューを果たした。パク・チャヌク監督や北野武監督を輩出した第30回オルデンブルク映画祭 にて、日本人初の最優秀新人監督賞を受賞。
広告や映画を中心に活動するクリエーターのマネージメント事務所 TRAVOLTA 所属。

## 主な作品

### 長編映画
- 海の夜明けから真昼まで（2023年8月、ARARAT）※うめざわしゅん原作 - 監督/脚本/企画

### 短編映画
- 浅草スマイル（2017年9月、オフィスクレッシェンド）- 監督/企画
- MIRRORLIAR FILMS Season3『そこにいようとおもう』（2022年5月、ganjis film）- 監督/脚本/企画/プロデュース
- 情動 （2022年9月、dorama inc.）- 監督/企画/プロデュース

### ドラマ
- 配信ボーイ（2018年3月、dtv）
- また会いましたね（2020年2月、LINE NEWS VISION）
- あなた犯人じゃありません（2021年1月 - 3月、テレビ東京） - オープニング映像
- 箱庭のレミング 特別前後編  KILLER NEWS（2021年7月、ABEMA）
- ポケットに冒険をつめこんで（2023年10月 - 12月、テレビ東京）
- 95（2024年4月 - 6月、テレビ東京） - オープニング映像
- レッドブルー（2024年12月 - 2025年2月、MBS・TBS・Netflix）

### TVCM
- docomo 「FUTURE-EXPERIMENT VOL.01 距離をなくせ。」篇 London part.
- バンダイナムコエンターテインメント「世界は、それを罪だと言った。」篇
- Qoo10「ネットショッピング王座決定戦」篇 「ネットショッピンググランプリ」篇「メガ割ワリィワリィ」篇

- LINE「ツムツムアカデミー」篇
- akatsuki「夏のハチナイが。」篇
- iRobot 「そろそろ、ルンバ？」篇
- ペアーズ「本命ならPairs」篇 「人柄かはじまる恋はきっと本物だ。」篇
- Indeed 「Indeed「いい未来探し隊 プロローグ」篇 「いい未来探し隊 ホテルスタッフ」篇 「いい未来探し隊 転職」篇
- Assured「リスクは安心な顔をしてやってくる」
- FRISK「“Enjoy! ジブン転換”　ラップバトル篇」

### MV
- mol-74「エイプリル」
- flumpool「HELP」
- 吉村界人「Slacker」

## 受賞歴

### 映画
- 浅草スマイル (2016年) ※第一回未完成映画予告編大賞 堤幸彦賞
- MIRRORLIAR FILMS (2021年) ※選出
- 情動 (2021年) ※第15回田辺・弁慶映画祭 審査員特別賞
- 海の夜明けから真昼まで (2023年) ※第30回オルデンブルク映画祭 最優秀新人監督賞[2]

### CM
- ACC TOKYO CREATIVITY AWARDS クリエイティブイノベーション部門 ゴールド（2021年）